# Dischidia apoensis
Dischidia apoensis är en oleanderväxtart som beskrevs av Adolph Daniel Edward Elmer. Dischidia apoensis ingår i släktet Dischidia och familjen oleanderväxter. Inga underarter finns listade i Catalogue of Life.